# SC Weyhe
Der SC Weyhe von 1913 ist ein Sportverein aus Weyhe in Niedersachsen. Neben Fußball werden folgende Sparten betrieben: Badminton, Basketball, Gesundheitssport, Gymnastik, Handball, Hockey, Karate, Kleinkunst, Latein-Formationstanzen, Leichtathletik, Tennis, Triathlon, Trimm-dich-Gruppen und Volleyball.

## Vereinsgeschichte
Der SC Weyhe entstand 1992 aus dem Zusammenschluss des ETSV Kirchweyhe mit dem TSV Leeste. Der ETSV Kirchweyhe hatte von 1954 bis 1957 und von 1958 bis 1960 in der Amateurliga Bremen gespielt.

## Badminton
Die Badmintonsparte umfasst 2010 ca. 140 aktive Mitglieder, davon etwa 80 Jugendliche. Im Punktspielbetrieb des Bremer Badmintonverbandes (BBV) sind acht Mannschaften gesetzt: Die erste Seniorenmannschaft spielt in der Weserliga, die zweite Seniorenmannschaft in der Landesliga, die Dritte in der Bezirksliga und die Vierte in der 2. Kreisklasse. Die Jugendmannschaften 1 und 2 spielen in der Jugendverbandliga und die Dritte in der Jugendlandesliga. Die Schülermannschaft behauptet sich in der Schülerverbandsliga.

## Fußball
Seine erfolgreichste Zeit hatte das Team in den Spielzeiten 2001/02 und 2003/04 in der Oberliga Niedersachsen/Bremen. 2005 verzichtete der Verein aus finanziellen Gründen trotz der Meisterschaft in der Verbandsliga auf die Teilnahme an der Oberliga. Ein Jahr später stieg die Mannschaft in die Landesliga ab.
Der SC Weyhe hatte starke Jugendmannschaften. Die B-Jugend ist in der Saison 2008/09 Meister der Regionalliga Nord geworden und qualifizierte sich für die B-Jugend-Bundesliga-Saison 2009/10. Nach dem sofortigen Wiederabstieg spielte das Team drei Jahre in der Regionalliga Nord und stieg 2012/2013 ab. Die U19 sicherte sich 2012/13 unter Trainer Holger Finken den Landesmeistertitel und spielte somit in der nächsten Spielzeit in der Regionalliga Nord. Der Verein zog 2014/2015 die U19 trotz  Klassenerhalts aus der Regionalliga Nord zurück.

## Hockey
Die Herrenmannschaft spielt in der Feldsaison 2016/2017 in der 2. Verbandsliga Bremen. In der Hallensaison 2016/2017 spielt die Hockeymannschaft des SC Weyhe in der 2. Verbandsliga Bremen.

## Triathlon
Die Triathlonsparte wurde im Jahre 1998 gebildet. Seit 2011 richtet sie als eigene Veranstaltung den Weyher Duathlon aus.

## American Football
Von 1994 bis 2010 gab es mit den Weyhe Vikings ein American-Football-Team. Dieses spielte in den Spielzeiten 2004, 2005 und 2007 in der zweitklassigen  German Football League 2.